# Fulgencio Batista
General Fulgencio Batista y Zaldívar (Banes, 16. siječnja 1901. – Guadalmina, 6. kolovoza 1973.), kubanski predsjednik, diktator i borac protiv snaga Fidela Castra.

## Životopis
Fulgencio Batista se rodio 16. siječnja 1901. godine u mjestu Banes, pokrajina Holguin. Otac Belisario Batista i majka Carmela Zaldivar bili su Kubanci koji su se borili za nezavisnost od Španjolske. Njegova obitelj bila je skromnog porijekla. Raditi je počeo zarana, a išao je u večernju školu i volio čitati.
Bio je siva eminencija u razdoblju od 1933. do 1940. godine na Kubi. Od 1940. do 1944. godine bio je predsjednik, a drugi je put na vlast došao pučem 1952. godine i vladao do 1959. godine.
Zloglasan po umirivanju protivnika, iskazao se 1933. godine kada Ramón Grau postaje predsjednik, a on načelnik Glavnog stožera oružanih snaga s činom pukovnika. Od 1933. do 1940. godine ima veliku vlast, iako djeluje iz sjene, kroz marionetske predsjednike.
Stalno je krao izbore, a u planinama Sierra Maestre tinjala je pobuna. Kad je izvršio puč, narodu je bilo dosta te se pobunio.
Gerila je dobila karizmatičnog vođu koji, za razliku od Batiste, nije imao veze s mafijom niti podilazio interesima SAD-a. Taj vođa zvao se Fidel Castro, kasnije u narodu slavljen s titulom El Commandante. Nakon što je srušen, Batista je pobjegao u Španjolsku gdje je i umro 1973. godine.

## Vanjske poveznice
|  | Zajednički poslužitelj ima još gradiva o temi Fulgencio Batista |